# Siménfalvy Sándor
Felsőrákosi és homoródalmási Siménfalvy Sándor (Szenice, 1892. július 9. – Budapest, 1988. december 24.) magyar színész, érdemes művész. Nővére, Siménfalvy Ida és a felesége, Lukács Teréz is színművészek voltak, mint ahogy másik testvérének, Siménfalvy Lajosnak a fia, Siménfalvy Lajos és annak a lánya Siménfalvy Ágota is.

## Élete és pályafutása
Összesen négy osztályt végzett el a székelykeresztúri Unitárius Főgimnáziumban. Szülei szintén színészek voltak, az ő példájukat követve tette le 16 éves korában a színészegyesületi vizsgát. Ezután artistaként és állatszelídítőként dolgozott, bejárta az egész akkori országot. 1911 után már táncos-komikusi tehetségét kamatoztatta különböző vándortársulatoknál és vidéki színházakban. Ebből élt közel 40 éven át, csak az első világháború idején hagyott fel művészetével, sorkatonai szolgálata alatt.
1950-ben a budapesti Nemzeti Színház szerződtette. Egyedi karaktere, habitusa miatt elsősorban parasztszerepekben jeleskedett, ízes beszéde jellegzetes arcberendezése karaktert kölcsönzött neki. Még 90 éves kora után is vállalt szerepet, amikor autóbalesetet szenvedett, végleg nyugalomba vonult.
1950-től számos film és tévéjáték mellékszereplője volt. 1964-ben az Isten őszi csillaga című filmben nyújtott alakításával a legjobb epizódszereplő díját nyerte el. Tv-portréfilm készült róla a Mestersége színész sorozatban (1987).

## Magánélete
Első felesége a vitkai születésű Horváth Margit színésznő (1887–1921) volt, akinek korai halála miatt házasságuk csak egy évig tartott. Második házasságát a nála 20 évvel fiatalabb Lukács Teréz színésznővel kötötte, aki autóbalesetben hunyt el 1982-ben.

## Színpadi szerepei
- Tudós, majd Eszkimó (Madách Imre: Az ember tragédiája)
- Miska bácsi (Darvas József: Kormos ég)
- Lőrincz inas (Németh László: Két Bolyai)
- Tamás szerzetes (Shakespeare: Szeget szeggel)
- Ködmön András (Móricz Zsigmond: Úri muri)
- Deng (Brecht: Jó embert keresünk)

## Filmjei

### Játékfilmek
- Ludas Matyi (1949)
- Becsület és dicsőség (1951)
- Erkel (1952)
- Első fecskék (1952)
- Föltámadott a tenger I–II. (1953)
- A harag napja (1953)
- Hintónjáró szerelem (1954)
- Rokonok (1954)
- Fel a fejjel (1954)
- Életjel (1954)
- Körhinta (1955)
- Szakadék (1956)
- Mese a 12 találatról (1956)
- Ünnepi vacsora (1956)
- Gábor diák (1956)
- A tettes ismeretlen (1957)
- Két vallomás (1957)
- Nehéz kesztyűk (1957)
- A nagyrozsdási eset (1957)
- Édes Anna (1958)
- Sóbálvány (1958)
- Vasvirág (1958)
- Égi madár (1958)
- A harangok Rómába mentek (1958)
- Csempészek (1958)
- Szerelem csütörtök (1959)
- Bogáncs (1959)
- Álmatlan évek (1959)
- A harminckilences dandár (1959)
- Ház a sziklák alatt (1959)
- Szemed a pályán!… (1959)
- A Noszty fiú esete Tóth Marival (1960)
- Fűre lépni szabad (1960)
- Fapados szerelem (1960)
- Két emelet boldogság (1960)
- Kálvária (1960)
- Virrad (1960)
- Jó utat, autóbusz (1961)
- Az ígéret földje (1961)
- Megöltek egy lányt (1961)
- Dúvad (1961)
- Próbaút (1961)
- Zápor (1961)
- Lopott boldogság (1962)
- Elveszett paradicsom (1962)
- Áprilisi riadó (1962)
- Pesti háztetők (1962)
- Felmegyek a miniszterhez (1962)
- Legenda a vonaton (1962)
- Az aranyember (1962)
- Hattyúdal (1963)
- Fotó Háber (1963)
- Germinal (1963)
- Tücsök (1963)
- Asszony a telepen (1963)
- Utolsó előtti ember (1963)
- Meztelen diplomata (1963)
- Isten öszi csillaga (1963)
- Egyiptomi történet (1963)
- Sodrásban (1963)
- Koncert (1963/I)
- Négy lány egy udvarban (1964)
- Mit csinált felséged 3-tól 5-ig? (1964)
- Húsz óra (1965)
- Zöldár (1965)
- Déltől hajnalig (1965)
- Így jöttem (1965)
- A kőszívű ember fiai I–II. (1965)
- Szegénylegények (1966)
- Sok hűség semmiért (1966)
- Utószezon (1966)
- Fügefalevél (1966)
- Kárpáthy Zoltán (1966)
- Tízezer nap (1967)
- Hogy szaladnak a fák! (1967)
- Egy nap a paradicsomban (1967)
- Csend és kiáltás (1967)
- Isten és ember előtt (1968)
- Próféta voltál szívem (1968)
- Elsietett házasság (1968)
- Keresztelő (1968)
- Egri csillagok I–II. (1968)
- Az alvilág professzora (1969)
- Történelmi magánügyek (1969)
- Uborkafa (1970)
- Gyula vitéz télen-nyáron (1970)
- Hatholdas rózsakert (1970)
- Hahó, Öcsi! (1971)
- Agitátorok (1971)
- Hekus lettem (1972)
- Nyulak a ruhatárban (1972)
- Ábel (1974)
- Pókháló (1974)
- Ballagó idő (1976)
- Magyarok (1977)
- Ki látott engem? (1977)
- Dübörgő csend (1978)
- Kinek a törvénye? (1979)

### Tévéfilmek
- A Tenkes kapitánya 1–13. (1963)
- Karácsonyi ének (1964)
- Pirostövű nád (1965)
- Othello Gyulaházán (1966)
- Princ, a katona 1–13. (1966)
- Tüskevár (1966) (kameo)
- A koppányi aga testamentuma (1967)
- Irány Mexikó! (1968)
- Kincskereső kisködmön (1968)
- Bors 1–15. (1968)
- Halász doktor (1968)
- 7 kérdés a szerelemről (és 3 alkérdés) (1969)
- A Hanákné ügy (1969)
- Halálnak halála (1969)
- Tizennégy vértanú (1970)
- Vidám elefántkór (1971)
- Egy óra múlva itt vagyok (1971)
- Rózsa Sándor 1–12. (1971)
- A fekete város (televíziós sorozat) 1–7. (1971)
- A gyáva (1971)
- Világló éjszaka[7] (1972)
- Az ozorai példa (1973)
- Keménykalap és krumpliorr 1–4. (1973)
- Az öreg bánya titka 1–6. (1973) (kameo)
- Aranyborjú (1974)
- A labda (1974)
- Kínai kancsó (1974)
- Fürdés (1974)
- Felelet 1–8. (1975)
- Sztrogoff Mihály (1975)
- Robog az úthenger (1976)
- Beszterce ostroma 1–3. (1976)
- A csillagszemű 1–2. (1977)
- Látástól vakulásig (1978)
- Petőfi 1–6. (1977)
- A világ közepe (1980)
- Bolondnagysága (1980)
- A havasi selyemfiú (1980)
- Két pisztolylövés (1980)
- Mint oldott kéve 1–7. (1983)

### Dokumentumfilm
Mestersége színész – Siménfalvy Sándor (1987)

## Elismerései

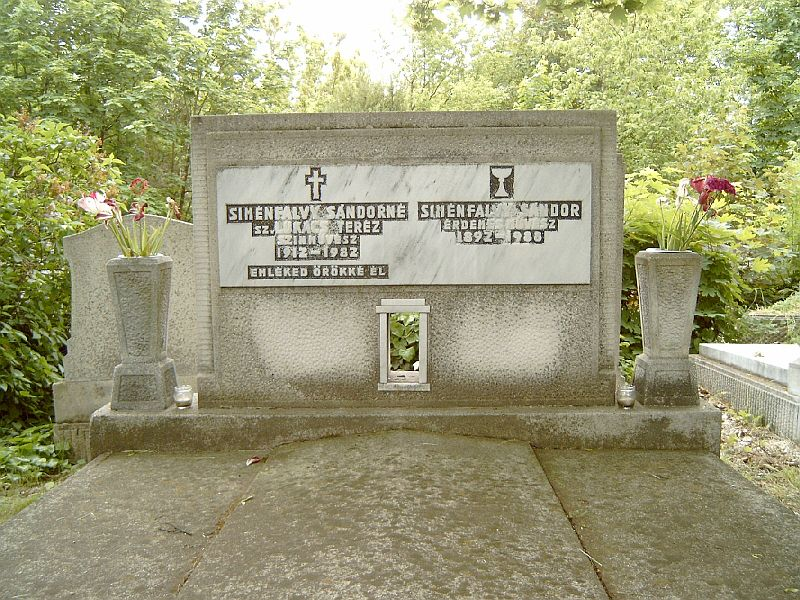
Siménfalvy Sándornak és feleségének a sírja Budapesten. Új köztemető: 74-1-43/44.

- Magyar Filmkritikusok Díja – Legjobb férfi epizódszereplő (1964)
- Érdemes művész (1967)